# Bataille de Conquereuil (981)
Pour les articles homonymes, voir Bataille de Conquereuil.
La première bataille de Conquereuil se déroule en 981 et oppose l'armée du comte de Nantes Hoël appuyée par ses alliés angevins, duc de Bretagne en titre, à celle du comte de Rennes Conan pour le contrôle du duché de Bretagne. L'issue de cette bataille reste incertaine et ne met pas fin au conflit qui oppose les deux seigneurs.